# Canton d'Aubagne
Le canton d'Aubagne est une circonscription électorale française située dans le département des Bouches-du-Rhône.
À la suite du redécoupage cantonal de 2014, le canton est rétabli.

## Histoire
Le canton est créé au XIXe siècle, par la loi du 3 Brumaire an XI (25 octobre 1802), en divisant le Canton de Roquevaire.
À la suite du décret du 27 février 2003, le canton est scindé en deux cantons, ceux d'Aubagne-Est et d'Aubagne-Ouest.
Un nouveau découpage territorial des Bouches-du-Rhône entre en vigueur à l'occasion des élections départementales de mars 2015, défini par le décret du 27 février 2014, en application des lois du 17 mai 2013 (loi organique 2013-402 et loi 2013-403). Les conseillers départementaux sont, à compter de ces élections, élus au scrutin majoritaire binominal mixte. Les électeurs de chaque canton élisent au Conseil départemental, nouvelle appellation du Conseil général, deux membres de sexe différent, qui se présentent en binôme de candidats. Les conseillers départementaux sont élus pour 6 ans au scrutin binominal majoritaire à deux tours, l'accès au second tour nécessitant 12,5 % des inscrits au 1er tour. En outre la totalité des conseillers départementaux est renouvelée. Ce nouveau mode de scrutin nécessite un redécoupage des cantons dont le nombre est divisé par deux avec arrondi à l'unité impaire supérieure si ce nombre n'est pas entier impair, assorti de conditions de seuils minimaux. Dans les Bouches-du-Rhône, le nombre de cantons passe ainsi de 57 à 29.
Le nouveau canton d'Aubagne est formé des fractions de la commune d'Aubagne réunies (Aubagne-Est et Aubagne-Ouest) et de communes des anciens cantons d'Aubagne-Ouest (1 commune) et de Roquevaire (1 commune). Le canton est entièrement inclus dans l'arrondissement de Marseille. Le bureau centralisateur est situé à Aubagne.

## Représentation

### Conseillers généraux de 1833 à 2003
| Période | Période          | Identité                                                                | Étiquette                   | Qualité |
| ------- | ---------------- | ----------------------------------------------------------------------- | --------------------------- | --- |
| 1833    | 1845             | Félix Beaumond                                                          |                             | Avocat, notaire royal Maire d'Aubagne (1831-1843) |
| 1845    | 1852             | Antoine Sauvaire de Barthélemy                                          | Monarchiste                 | Propriétaire, membre du Conseil d'État Pair de France, député (1848-1851)                                                                                              |
| 1852    | 1867             | Comte Joseph de Navailles                                               |                             | Ancien officier, propriétaire à Gémenos |
| 1867    | 1871             | Marquis Léon Sauvaire de Barthélemy (1830-1893, fils d'A.de Barthélemy) | Droite                      | Avocat au barreau de Paris |
| 1871    | 1875 (décès)     | Antoine Sauvaire de Barthélemy                                          | Légitimiste                 | Ancien député |
| 1875    | 1878 (démission) | Marquis Léon de Barthélemy                                              | Droite                      | Avocat Nommé Préfet de Seine-et-Oise en 1878 |
| 1878    | 1895             | Louis Guibert                                                           | Rad.                        | Maire de Roquefort-la-Bédoule (1871-1897) |
| 1895    | 1907             | Joseph Lafond                                                           | Républicain                 | Maire d'Aubagne (1893-1905) |
| 1907    | 1919             | Fernand Bouisson                                                        | Soc.ind. puis SFIO puis PRS | Directeur de tannerie Maire d'Aubagne (1906) Député (1909-1940) Président de la Chambre des députés (1927-1935 et 1935-1936) Président du Conseil (1er au 4 juin 1935) |
| 1919    | 1925             | Timothée Bonnet                                                         | SFIO puis PC-SFIC puis DVG  | Conseiller municipal d'Aubagne |
| 1925    | 1940             | Marius Étienne Boyer                                                    | URD puis Rad.               | Industriel Maire d'Aubagne (1919-1925 et 1929-1941) Député (1932-1936)                                                                                                 |
|         |                  |                                                                         |                             | |
| 1943    | 1945             | Alexandre Blanc                                                         |                             | Maire de Ceyreste Nommé conseiller départemental en 1943 |
|         |                  |                                                                         |                             | |
| 1945    | 1951             | Edmond Garcin                                                           | PCF                         | Directeur d'école publique |
| 1951    | 1958             | Marius Boyer                                                            | DVD                         | Maire d'Aubagne (1953-1959) |
| 1958    | 1976             | Edmond Garcin                                                           | PCF                         | Député (1962-1986) Maire d'Aubagne (1965-1987) |
| 1976    | 1988 (démission) | Jean Tardito                                                            | PCF                         | Enseignant Député (1988-1998) Maire d'Aubagne (1987-2001) |
| 1988    | 2004             | Daniel Fontaine                                                         | PCF                         | Instituteur Maire d'Aubagne (2001-2014) |

### Conseillers d'arrondissement (de 1833 à 1940)
| Période                                  | Période           | Identité                                            | Étiquette              | Qualité |
| ---------------------------------------- | ----------------- | --------------------------------------------------- | ---------------------- | --- |
| 1833                                     | 1848              | François Sauvaire Jourdan, dit le Baron (1806-1863) |                        | Ancien juge auditeur au Tribunal civil de Marseille, puis bâtonnier de l'ordre des avocats                  |
| 1848                                     |                   | Agathocle de Navailles-Labatut (1801-1874)          |                        | Propriétaire, maire de Gémenos (1848-1849 et 1856-1865)                                                     |
|                                          |                   |                                                     |                        | |
| 1871                                     | 1877              | André Monier                                        | Conservateur           | Maire d'Aubagne (1871-1876)                                                                                 |
| 1877                                     | 1878 (annulation) | M. Jeanselme                                        | Républicain            | Médecin à Cuges                                                                                             |
| 7 avril 1878                             | 1883              | Henri Martin                                        | Conservateur royaliste | Propriétaire à Aubagne                                                                                      |
| 1883                                     | 1895              | Marius Gustave Imbert                               |                        | Maire d'Aubagne (1881-1888)                                                                                 |
| 1895                                     | 1910              | Élisée Dauphin                                      |                        | Négociant, propriétaire à Gémenos, Président du Conseil d'arrondissement                                    |
| 1910                                     | 1919 (décès)      | Ferdinand Maurin                                    | SFIO                   | Ancien conseiller municipal d'Aubagne                                                                       |
| 1919                                     | 1922              | Joseph Poucel (1895-1966)                           | Conc.rép.              | Employé au canal, forgeron, conseiller municipal d'Aubagne                                                  |
| 1922                                     | 1940              | François Guis                                       | URD puis Radical       | Cultivateur, adjoint au maire d'Aubagne                                                                     |
| 1940                                     |                   |                                                     |                        | Les conseils d'arrondissement ont été suspendus par la loi du 12 octobre 1940 et n'ont jamais été réactivés |
| Les données manquantes sont à compléter. |                   |                                                     |                        | |

### Conseillers départementaux depuis 2015
| Période élective | Période élective | Mandat | Mandat   | Identité          | Nuance | Nuance | Qualité |
| ---------------- | ---------------- | ------ | -------- | ----------------- | ------ | ------ | --- |
| 2015             | 2021             | 2015   | 2021     | Sylvia Barthélémy |        | UDI    | Présidente de la Communauté d'agglomération du pays d'Aubagne et de l'Étoile (2014-2020) Vice-Présidente de la Métropole d'Aix-Marseille-Provence 10ème Vice-Présidente du Conseil départemental |
| 2015             | 2021             | 2015   | 2021     | Gérard Gazay      |        | LR     | Maire d'Aubagne depuis 2014 5ème Vice-Président du Conseil départemental Suppléant du député Bernard Deflesselles (2017-2022)                                                                    |
| 2021             | 2028             | 2021   | en cours | Judith Dossemont  |        | UDI    | Conseillère municipale (opposition) de Roquevaire |
| 2021             | 2028             | 2021   | en cours | Gérard Gazay      |        | LR     | Conseiller sortant, 2ème Vice-Président du conseil départemental |

### Résultats détaillés

#### Élections de mars 2015
À l'issue du 1er tour des élections départementales de 2015, trois binômes sont en ballottage : Sylvia Barthélémy et Gérard Gazay (Union de la Droite, 37,32 %), Stéphanie Harkane et Frédéric Rays (Union 
de la Gauche, 31,92 %) et Gilles Maniglio et Joëlle Mélin (FN, 30,76 %). Le taux de participation est de 48,79 % (21 869 votants sur 44 826 inscrits) contre 48,55 % au niveau départemental et 50,17 % au niveau national.
Au second tour, Sylvia Barthélémy et Gérard Gazay (Union de la Droite) sont élus avec 40,49 % des suffrages exprimés et un taux de participation de 52,68 % (9 283 voix pour 23 616 votants et 44 826 inscrits).

#### Élections de juin 2021
Le premier tour des élections départementales de 2021 est marqué par un très faible taux de participation (33,26 % au niveau national). Dans le canton d'Aubagne, ce taux de participation est de 33,06 % (14 845 votants sur 44 900 inscrits) contre 32,44 % au niveau départemental. À l'issue de ce premier tour, deux binômes sont en ballottage : Judith Dossemont et Gérard Gazay (Union au centre et à droite, 37,5 %) et Soumicha Draoui et Yves Mesnard (Union à gauche avec des écologistes, 31,76 %).
Le second tour des élections est marqué une nouvelle fois par une abstention massive équivalente au premier tour. Les taux de participation sont de 34,3 % au niveau national, 35,52 % dans le département et 37,25 % dans le canton d'Aubagne. Judith Dossemont et Gérard Gazay (Union au centre et à droite) sont élus avec 57,46 % des suffrages exprimés (8 996 voix pour 16 729 votants et 44 908 inscrits),,. 

## Composition

### Composition avant 2015
Le canton était composé de quatre communes avant le redécoupage de 2003.
| Nom                   | Code Insee | Codepostal | Superficie (km2) | Population (dernière pop. légale) | Densité (hab./km2) |
| --------------------- | ---------- | ---------- | ---------------- | --------------------------------- | ------------------ |
| Aubagne (chef-lieu)   | 13005      | 13400      | 54,90            | 46 423 (2010)                     | 846                |
| Gémenos               | 13042      | 13420      | 32,75            | 6 198 (2012)                      | 189                |
| La Penne-sur-Huveaune | 13070      | 13821      | 3,56             | 6 300 (2012)                      | 1 770              |
| Cuges-les-Pins        | 13030      | 13780      | 38,81            | 4 922 (2012)                      | 127                |

### Composition depuis 2015
Le nouveau canton d'Aubagne comprend trois communes entières.
| Nom                             | Code Insee | Intercommunalité                   | Superficie (km2) | Population (dernière pop. légale) | Densité (hab./km2) | Modifier                                    |
| ------------------------------- | ---------- | ---------------------------------- | ---------------- | --------------------------------- | ------------------ | ------------------------------------------- |
| Aubagne (bureau centralisateur) | 13005      | Métropole d'Aix-Marseille-Provence | 54,90            | 47 724 (2022)                     | 869                | modifier les données · modifier les données |
| La Penne-sur-Huveaune           | 13070      | Métropole d'Aix-Marseille-Provence | 3,56             | 6 618 (2022)                      | 1 859              | modifier les données · modifier les données |
| Roquevaire                      | 13086      | Métropole d'Aix-Marseille-Provence | 23,83            | 8 823 (2022)                      | 370                | modifier les données · modifier les données |
| Canton d'Aubagne                | 1305       |                                    | 82,29            | 63 165 (2022)                     | 768                | modifier les données                        |

## Démographie
En 2022, le canton comptait 63 165 habitants, en évolution de +4,09 % par rapport à 2016 (Bouches-du-Rhône : +2,48 %, France hors Mayotte : +2,11 %).
| 2013   | 2018   | 2022   |
| ------ | ------ | ------ |
| 60 343 | 62 512 | 63 165 |